# 阿都亚兹
阿都·亚兹·伊萨（1914年9月21日—1999年6月23日）是一位马来西亚自由斗士、政治家和记者。阿都·亚兹是事实上马来青年团二战前成员中唯一一位在拉曼内阁中担任部长的人物。1955年至1962年间担任马来亚农渔部长。他在农村发展方面为改善稻农和渔民的生活所做的努力非常重要，尽管与农村发展部所做的类似努力相比，他的知名度较低。
与他的兄弟尤索夫·伊萨不同，阿都·亚兹较不为人知。尤索夫·伊萨是一名记者，以《马来西亚前锋报》创始人和第一任新加坡总统而闻名。

## 事业

### 殖民政府官员
完成剑桥高级课程后，阿都·亚兹于1936年在殖民政府的渔业部工作。该部最初设在波德申，随后迁至关丹，然后是峇都古楼。阿都·亚兹负责北部地区。
在关丹，他对马来渔民的同情并没有得到英国官员的认可。而在瓜拉古楼，他的顶头上司希望他只阅读有关渔业的书籍，而不是文学作品。

### 记者生涯
此后，阿都·亚兹对英国官场感到失望，并被他的欧洲老板（他在1942-1945年期间受到日本人的羞辱并被监禁在樟宜）不公正地指控与日本人勾结。他的哥哥尤索夫·伊萨创立《马来前锋报》后，阿都·亚兹从官场离开加入前锋报，成为一名记者。
阿都·亚兹通过记者这一职业在马来亚广为人知。他撰写有关巫统、州和联邦政府的专题文章，偶尔也撰写社论。
阿都·亚兹在瓜拉古楼担任渔业官员时曾是马来青年团成员。1946年，他和沙末·伊斯迈成立了行动青年党（GERAM)，但殖民政府拒绝该党注册为合法政党。该党受到政府的严密监视。该党反对马来亚联合邦计划，同时由于封建贵族在巫统的突出作用，巫统也受到了该党的批评。1948年，阿都·亚兹作为《前锋报》驻中部地区的通讯员前往吉隆坡，该党自然消亡。
阿都·亚兹是唯一被委任为联合邦立法委员会成员的记者，他在立法过程中发挥了积极作用。 1951年9月，他敦促政府宣布结束紧急状态。

## 政治生涯
阿都·亚兹在1942年前是马来青年团的成员，1945年后同情马来亚马来国民党。尽管如此，他在1950年加入由翁惹化领导的巫统，尽管当时他关于马来亚完全独立的想法不被翁惹化和东姑阿都拉曼所接受。
当翁惹化于1951年成立马来亚独立党后，阿都·亚兹成为该党吉隆坡支部副主席。1952年他参与了吉隆坡冼都选举，但输给了联盟候选人。同年，由于政治见解与翁惹化不同，阿都·亚兹离开了马来亚独立党。在东姑的鼓励下，他于1953年4月重新加入巫统。此后阿都·亚兹在巫统和联盟内部担任重要职务。1953年，他受委担任联盟圆桌理事会成员，号召提前举行马来亚大选。
1955年，阿都·亚兹出任巫统雪兰莪区部主席和雪兰莪联盟主席。他积极参与1955年联盟为当年大选所拟定的政治宣言的工作，这份宣言的内容涵盖马来语政策、农业、经济、教育等。选举中，他作为联盟瓜拉冷岳县候选人成功击败独立党候选人，拿下该席位。联盟在这次选举中赢得52席中的51席。

## 内阁职务
1955年，阿都·亚兹受委出任农渔部长，并一直担任至1962年。敦阿都拉萨注意到阿都·亚兹在农村地区所做的有益工作，特别是建立合作社以消灭中间商的剥削。然而，阿都·亚兹和他的内阁同事之间的分歧日益扩大，特别是总体负责农村发展的东姑和拉萨。阿都·亚兹对部长们的直率批评，例如穿制服，使首相东姑阿都拉曼对他感到反感。他还对联盟因大力推动政治独立而忽视1955年宣言感到不满。
阿都·亚兹在回忆录中声称，1955年内阁在各种问题上存在政策分歧，包括用马来人取代外籍英国军官或马来亚化。阿都·亚兹同样热衷于新闻自由，他声称新闻自由在1955年之后受到了侵蚀。
1963年，阿都·亚兹在被调任卫生部长后辞去内阁职务，这是由于他与东姑和其他内阁同事在农村发展战略上存在不可调和的分歧。在奉行资本主义政策并坚定致力于维护自由市场经济的内阁中，没有社会主义者的地位。不久之后，他被巫统开除。
阿都·亚兹最终成立了寿命不长的国民议会党，并加入了马来亚人民党和马来亚劳工党建立的马来亚人民社会主义阵线以参加1964年马来西亚大选。

## 之后
1963年，马印对抗事件爆发后不久，政府决定对付一些反对党人士。由于政府认为社阵亲印尼、亲中国而大肆逮捕社阵领袖。被捕人士包括了阿都·亚兹、阿末·博斯达曼（马来亚人民党主席）、依萨莫哈末（马来亚劳工党主席）、拿督甘波（后来的马来亚人民党主席）、陈凯希等一百多人。
阿都·亚兹被控叛国、与印尼特务勾结谋求建立流亡政府，他本人否认了这些指控。1965年至1966年间，阿都·亚兹被监禁。
在他的著作《特邀嘉宾：前内阁部长在马来西亚被拘留》中，他详细描述了与东姑不可调和的分歧以及导致他辞职、随后被拘留和释放的事件。这本书被禁，只允许在大学图书馆有限访问。
他早期的传记《Katak Keluar dari Bawah Tempurong》止于1955年，随后他被任命为部长。因此，人们对阿都·亚兹以及他通过《马来前锋报》争取独立的斗争与他在20世纪50年代中期担任雪兰莪巫统和雪兰莪联盟领袖时在政治舞台上所扮演的角色知之甚少。
此后，他拒绝所有联邦和州的封衔。
1999年6月23日下午，阿都·亚兹在家中逝世。